# Software pré-instalado
Software pré-instalado (também conhecido como software empacotado) é o software já instalado e licenciado em um computador ou smartphone comprado de um fabricante de equipamento original (OEM). O sistema operacional geralmente é instalado de fábrica, mas por ser um requisito geral, esse termo é usado para software adicional além da quantidade necessária, geralmente de outras fontes (ou do fornecedor do sistema operacional).
Softwares indesejados instalados de fábrica (também conhecidos como crapware ou bloatware) podem incluir grandes vulnerabilidades de segurança, como Superfish, que instala um root certificado para injetar publicidade em páginas de pesquisa criptografadas do Google, mas deixa os computadores vulneráveis a ataques cibernéticos graves que violam a segurança usada em sites bancários e financeiros.
Alguns sites de "download gratuito" usam pacotes de software indesejados que instalam softwares não desejados da mesma maneira.

## Software indesejado
Muitas vezes, os novos PCs vêm com software instalado de fábrica que o fabricante foi pago para incluir, mas é de valor duvidoso para o comprador. A maioria desses programas é incluída sem o conhecimento do usuário e não possui instruções sobre como desativá-los ou removê-los.
Um executivo da Microsoft mencionou que dentro da empresa esses aplicativos eram apelidados como craplets (uma junção de crap e applet). Ele sugeriu que a experiência das pessoas que compram um novo computador Windows pode ser prejudicada por aplicativos de terceiros mal projetados e não certificados instalados por fornecedores. Ele afirmou que o processo antitruste contra a Microsoft impediu a empresa de interromper a pré-instalação desses programas pelos OEMs. Walt Mossberg, colunista de tecnologia do The Wall Street Journal, condenou os "malditos" em duas colunas publicadas em abril de 2007 e sugeriu várias estratégias possíveis para removê-los.
O agrupamento desses aplicativos indesejados geralmente é realizado em troca de compensação financeira, paga ao OEM pelo editor do aplicativo. Na Consumer Electronics Show de 2007, a Dell defendeu essa prática, afirmando que ela mantém os custos baixos e insinuando que os sistemas podem custar significativamente mais para o usuário final se esses programas não forem instalados de fábrica. Alguns fornecedores e varejistas de sistemas oferecerão, por um custo adicional, a remoção de software indesejado instalado de fábrica de um computador recém-adquirido; os varejistas, em particular, divulgarão esse serviço como uma "melhoria de desempenho". Em 2008, a Sony Corporation anunciou um plano para cobrar dos usuários finais US$ 50 pelo serviço; A Sony posteriormente decidiu cancelar a cobrança por este serviço e oferecê-lo gratuitamente depois que muitos usuários expressaram indignação. Da mesma forma, a Microsoft Store oferece uma variedade de computadores "Signature Edition" vendidos em um estado semelhante, bem como garantia estendida e pacotes de suporte pela Microsoft.

### Em smartphones
Os telefones celulares geralmente vêm com software instalado de fábrica fornecido por seu fabricante ou operadora de rede móvel; da mesma forma que seus equivalentes de PC, eles às vezes estão vinculados ao gerenciamento de contas ou outros serviços premium oferecidos pelo provedor. A prática foi estendida para smartphones via Android, pois as operadoras costumam agrupar aplicativos fornecidos por eles mesmos e por desenvolvedores de terceiros com o dispositivo e, além disso, instalá-los na partição do sistema, fazendo com que eles não possam ser completamente removidos do dispositivo sem realizar modificações não suportadas em seu firmware (como rooting) primeiro.
Alguns desses aplicativos podem ser executados em segundo plano, consumindo bateria, e também podem duplicar funcionalidades já fornecidas pelo próprio telefone; por exemplo, a Verizon Wireless incluiu telefones com um aplicativo de mensagens de texto redundante conhecido como "Messages+" (que é definido como o programa de mensagens de texto padrão em vez do aplicativo de mensagens de estoque incluído no sistema operacional) e o VZ Navigator (um serviço de assinatura redundante para o serviço gratuito do Google Maps). Além disso, os aplicativos agrupados por OEMs também podem incluir permissões especiais no nível do sistema que ignoram aquelas normalmente impostas pelo sistema operacional.
O Android 4.0 tentou resolver esses problemas permitindo que os usuários "desabilitem" os aplicativos, o que os oculta dos menus dos aplicativos e os impede de serem executados. No entanto, isso não remove totalmente o software do dispositivo e eles ainda consomem armazenamento, a menos que sejam removidos por meio de modificações não suportadas. O Android 5.0 começou a permitir que os aplicativos da operadora fossem baixados automaticamente da Google Play Store durante a configuração inicial do dispositivo; eles são instalados da mesma forma que os aplicativos baixados pelo usuário e podem ser desinstalados normalmente.
Por outro lado, a Apple não permite que as operadoras personalizem o iPhone dessa maneira. No entanto, a empresa enfrentou críticas por incluir um número crescente de aplicativos instalados de fábrica no iOS que não podem ser removidos.

## Considerações legais
- Em abril de 2014, a Coreia do Sul implementou novas diretrizes regulatórias para o setor de telefonia móvel, exigindo que os aplicativos não essenciais agrupados em um smartphone fossem removíveis pelo usuário.[23]
- Em dezembro de 2019, a Rússia aprovou uma lei em vigor em 1º de julho de 2020, que exige que tipos específicos de dispositivos eletrônicos de consumo sejam instalados de fábrica com aplicativos desenvolvidos por fornecedores russos. O objetivo desta lei é desencorajar o uso de concorrentes estrangeiros.[24][25]